# Selected Scenes from the End of the World
 Selected Scenes from the End of the World  — дебютний альбом американського гурту London After Midnight, випущений самостійно, на касеті, у 1992 році.
За більш ніж п'ятнадцять років з моменту першого видання, запис багато разів перевидавався у різних частинах світу. Певні видання мали своє оригінальне оформлення. У 2003 році для чергового перевидання був зроблений цифровий ремастеринг треків альбому.

## Композиції

### Перше видання/оригінал
1. «October» — Була записана для альбому, але до нього не потрапила
2. «Revenge» — 4:06
3. «Nightmare» — 5:28
4. «Spider and the Fly» — 5:22
5. «Claire's Horrors» — 4:56
6. «Sacrifice» — 7:30
7. «This Paradise» — 4:14
8. «The Black Cat» — 3:53
9. «Your Best Nightmare» — 5:50

### Перевидання 1996 року (Мексика)
1. «Revenge» 4:04
2. «Nightmare» 5:30
3. «The Spider And The Fly» 5:21
4. «Claire's Horrors» 4:54
5. «Sacrifice» 7:26
6. «This Paradise» 4:12
7. «The Black Cat» 3:49
8. «Your Best Nightmare» 5:47
9. «Sacrifice (Remix)» 4:47
10. «Untitled» 4:10

### Перевидання 2003 року (Європа, СНД)
1. «This Paradise» (03 mix) — 4:07
2. «Inamourada» — 4:11
3. «Revenge» — 4:09
4. «Trick or Treat» — 4:03
5. «Your Best Nightmare» — 5:30
6. «Spider and the Fly» — 5:31
7. «Claire's Horrors» — 4:55
8. «Sacrifice» — 7:34
9. «The Black Cat» (03 mix) — 3:49
10. «Let Me Break You» — 5:31
11. «Demon» — 4:34
12. «Your Best Nightmare» (Live/alternate version) — 5:52
13. «Claire's Horrors» (Live/alternate version) — 4:48
14. «Spider and the Fly» (Acoustic) — 4:34
15. «Sacrifice» (Live) — 6:38

### Перевидання 2008 року (США)
1. «This Paradise» (03 mix) — 4:11
2. «Inamourada» — 4:10
3. «Revenge» — 4:09
4. «Trick or Treat» — 4:02
5. «Your Best Nightmare» — 5:29
6. «Spider and the Fly» — 5:32
7. «Claire's Horrors» — 4:53
8. «Sacrifice» — 7:37
9. «The Black Cat» (03 mix) — 3:47

## Музиканти
- Бас — Michael Arklet
- Ударні, програмування — Douglas Avery
- Гітари — Stacy
- Клавішні, перкусія, рояль — Tamlyn
- Вокал, гітара, перкусія, слова та музика — Sean Brennan